# But When I Started to Play
But When I Started to Play är ett album av Berndt Egerbladh och hans orkester utgivet 1966.

## Låtlista
1. Corny Waltz
2. Kiki
3. Sunday Morning
4. They Laughed Wwhen I Sat Down at the Piano...But When I Started to Play...!
5. Estremadura
6. This World of Ours
7. Free Hands

## Musiker
- Berndt Egerbladh - piano
- Sten Öberg - trummor
- Lars Gunnar Gunnarsson - bas
- Lars-Göran Ulander - altsax